# Frank Kitson
Sir Frank Edward Kitson, GBE KCB (* 15. Dezember 1926; † 2. Januar 2024) war ein Autor und General des britischen Heeres, der aufgrund seiner Publikationen zur Aufstandsbekämpfung als bedeutender Militärtheoretiker gilt.

## Karriere
Über seine Herkunft und Ausbildung ist wenig bekannt. Kitson trat 1946 in die Rifle Brigade ein und diente ab 1952 während des Mau-Mau-Krieges in der damaligen britischen Kolonie Kenia. Hier wurde er Führer von pseudoforces oder counter-gangs (Gegenbanden).
Ende der 1950er Jahre diente er in der Aufstandsbekämpfung während der Malayan Emergency sowie in Oman. Von 1962 bis 1964 war er auf Zypern im Rahmen einer UN-Mission eingesetzt.
1969/1970 studierte er an der Universität von Oxford, danach diente er im Nordirlandkonflikt in der 39. Infanterie-Brigade und hatte offenbar Verbindungen zur Military Reaction Force. Von 1972 bis 1974 war Kitson Kommandeur der School of Infantry, von 1978 bis 1980 des Staff College Camberley.
Am 31. Dezember 1979 wurde er als Knight Commander des Order of the Bath (KCB) in den persönlichen Adelsstand erhoben und führte seitdem den Namenszusatz „Sir“. Von 1982 bis 1985 war er als Commander-in-Chief UK Land (CINCLAND) Oberkommandierender der britischen Landstreitkräfte, zeitweise Aide-de-Camp General von Königin Elisabeth II. Anlässlich seiner Pensionierung im Frühjahr 1985 wurde er am 31. Dezember 1984 als Knight Grand Cross in den Order of the British Empire (GBE) aufgenommen.

## Publikationen und Thesen zur Aufstandsbekämpfung
In seinem ersten Werk, Gangs and Counter-gangs (1960) verarbeitete er seine Erfahrungen aus Kenia. In Low Intensity Operations: Subversion, Insurgency and Peacekeeping (London 1971), das 1974 auch auf Deutsch erschien (Im Vorfeld des Krieges. Abwehr von Subversion und Aufruhr), stellte Kitson die These auf, dass Großbritannien seit dem Ende des Zweiten Weltkriegs 1945 lediglich in fünf konventionelle Konflikte verwickelt gewesen sei, jedoch 34 Kleinkriege, auf deren Führung die Armee nicht vorbereitet sei.
Er forderte daher eine adäquate Ausbildung der Offiziere im „Kampf gegen Subversion und Aufruhr“ sowie friedenssichernden Operationen, wobei ihm klar war, dass tradierte Abweichungen von der Vorstellung konventioneller Kriegführung nicht beliebt sein würden. Gefragt seien nicht herkömmliche Eigenschaften wie Mut, Offenheit und Angriffsgeist, sondern Schläue, Geduld und Entschlossenheit:

„Diejenigen, die diese neuen Eigenschaften nicht entwickeln können, neigen nun dazu, sich in ihr militärisches ‚Schneckenhaus‘ zurückzuziehen. Sie versuchen gar nicht erst zu bemerken, was um sie herum vorgeht … Sie sehnen sich nach dem Tag, an dem sie zu der ihrer Meinung nach eigentlichen Aufgabe des Soldaten zurückkehren können. Sie meinen damit, daß sie sich auf den nächsten – oder letzten – Krieg vorbereiten, anstatt den Kampf im gegenwärtigen Krieg aufzunehmen.“

Offenbar aufgrund seiner Erfahrungen in Nordirland forderte Kitson eine gravierende Änderung des Verhältnisses zwischen Armee und Polizei, die traditionell vor allem die nachrichtendienstliche Aufklärung betreibt. Diese Verschiebung von der Führung der Aufstandsbekämpfung von zivilen Behörden zum Militär rief teilweise starke Kritik hervor bis hin zu dem vermutlich ungerechtfertigten Vorwurf, Kitson bereite de facto eine Militärdiktatur vor. Unabhängig davon bewirkten Kitsons Thesen nach Ian W. Beckett offenbar, dass sich die britische Armee seit den 1970er Jahren verstärkt mit Theorien zur Aufstandsbekämpfung auseinandersetzte.

## Werke
- Gangs and Counter-gangs (1960)
- Low Intensity Operations: Subversion, Insurgency and Peacekeeping (1971)
- Bunch of Five (1977)
- Directing Operations (1989)
- Prince Rupert: Admiral and General-at-sea (1998)
- Old Ironsides: The Military Biography of Oliver Cromwell (2004)